# Land
För andra betydelser, se Land (olika betydelser).

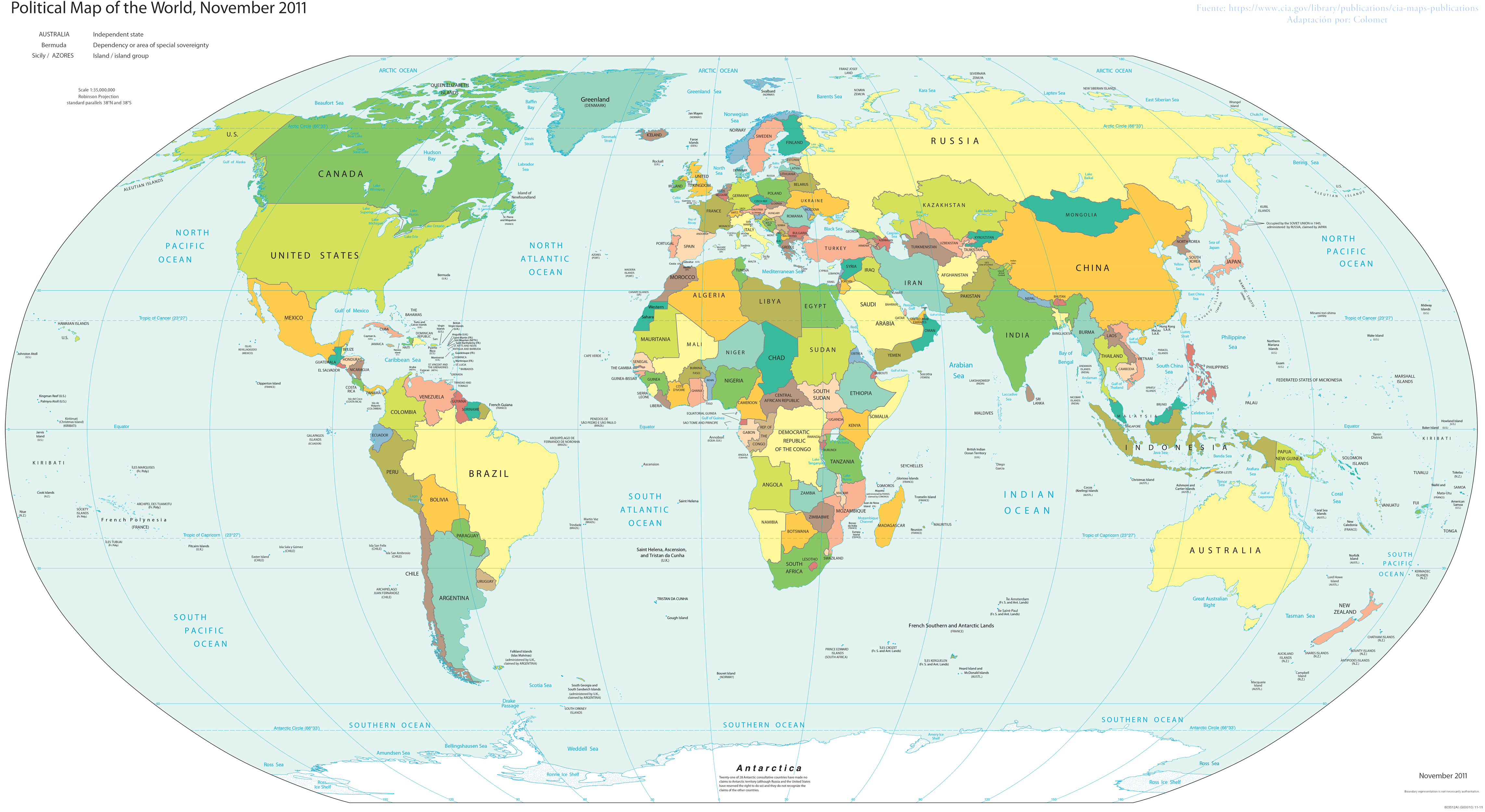
Karta över världens länder.

Ett land är ett landområde som utgör, eller har utgjort, en självständig eller självstyrande politisk enhet. Det behöver dock inte betyda att landet utgör en egen självständig stat (vilket är vanligt i vardagligt tal) utan det kan ingå i ett större rike. I landet inbegrips sjöar och vattendrag som förekommer inom landområdet. Ett land som inte är en del i ett större landområde utan istället är omgivet av hav brukar betecknas som en östat eller ett örike.

## Språklig anmärkning
Ordet "land" kan ha pluralformen "land" eller "länder". I den här behandlade betydelsen av självstyrande politisk enhet är den vanliga formen "länder". Beträffande de medeltida svenska "landen", senare kallade "landskap", används vanligen pluralformen "land".

## Exempel
- Sverige (Konungariket Sverige) är ett exempel på en självständig stat som också utgör ett enda land.
- Det egentliga Danmark utgör ett land, men staten Konungariket Danmark innefattar också de självstyrande länderna Färöarna och Grönland.
- Det egentliga Nederländerna utgör ett land inom Konungariket Nederländerna vilket även innefattar de självstyrande områdena Aruba, Curaçao och Sint Maarten.
- Förenade konungariket Storbritannien och Nordirland består av riksdelarna England, Skottland och Wales belägna på ön Storbritannien samt riksdelen Nordirland beläget på ön Irland.
- Irland är ett exempel på ett land som är uppdelat mellan republiken Irland, som är en självständig stat, och Nordirland som är en riksdel inom det Förenade konungariket Storbritannien och Nordirland.
- Tyskland (Förbundsrepubliken Tyskland) är i dag ett land, men var tidigare (1949–1990) delat mellan två olika statsbildningar, Västtyskland (Förbundsrepubliken Tyskland) och Östtyskland (Tyska demokratiska republiken). Hela Tyskland är idag en enda förbundsstat som är uppdelad i ett antal delstater, förbundsländer. Tyskland är en del av den tyska nationen vilken även kan sägas innefatta landet Österrike och exempelvis delar av staterna Schweiz och Belgien.